# Alpes de Stauning
Les Alpes de Stauning sont une chaîne de montagne groenlandaise située dans le parc national du Nord-Est du Groenland.

## Géographie

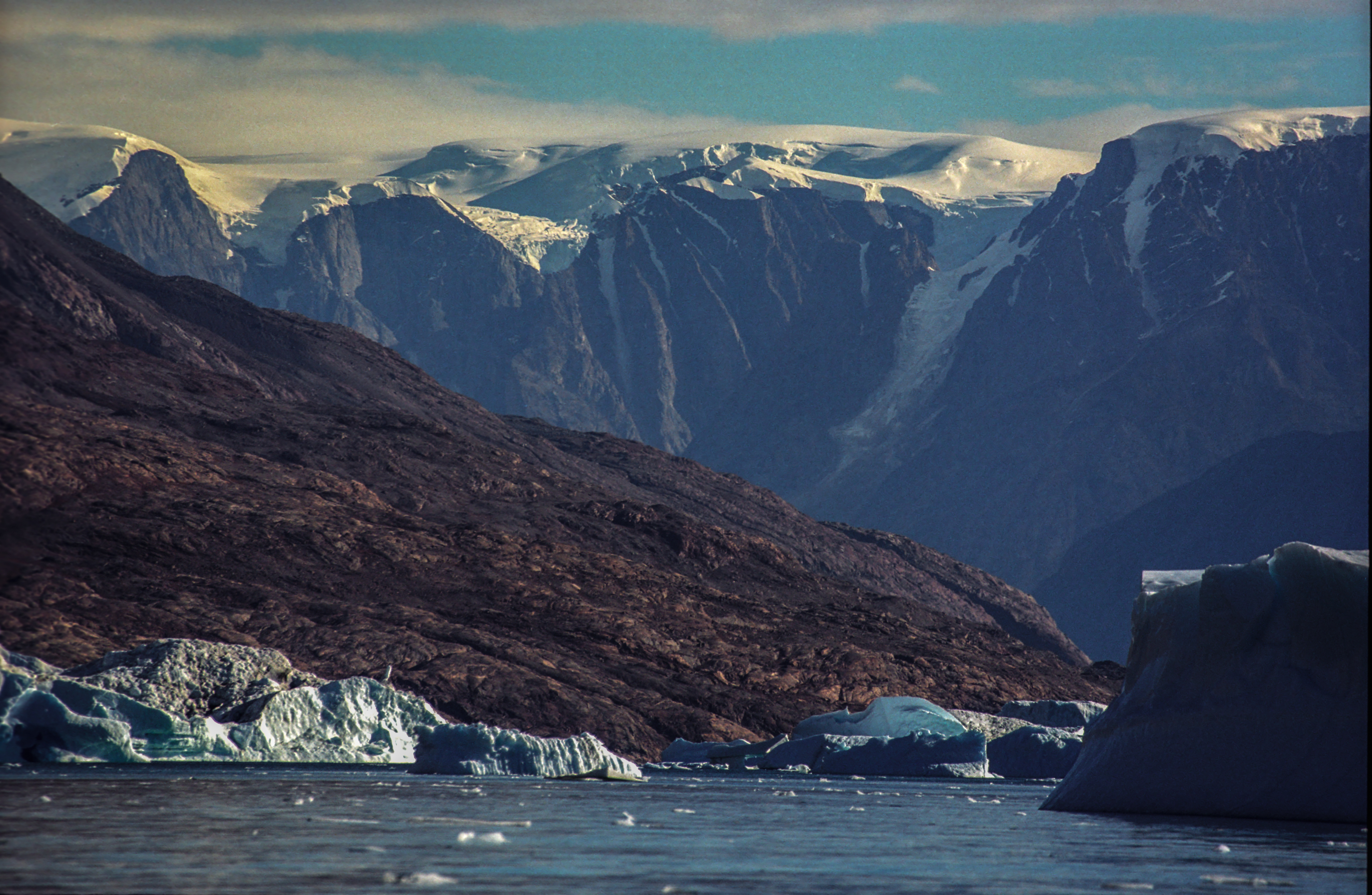
Vue de la partie méridionale des Alpes de Stauning.

Les Alpes de Stauning, situées à 500 km au nord du cercle polaire arctique, sont une chaîne de montagne qui s'étend sur 100 km suivant une direction nord-sud et qui couvre une superficie d'environ 6 000 km2. Elles sont bordées au nord par le fjord Kong Oscar (en) et le fjord Sekelsällskabet (en), à l'ouest par l'Alpefjord et le glacier Borgbjerg, et au sud par le Kangersik Kiatteq (Nordvestfjord (en)) et le double lac Kaporniagaqartit Kangittiit Imiat (Holger Danskes Briller). À l'est, les vallées Skeldal et Schuchert Dal ainsi que le Schuchert Flod en forment la limite naturelle. Son plus haut sommet, le Dansketinden, culmine à 2 842 m. Le Norsketinden (2 797 m), le Snetoppen (2 763 m) et le Korsspids (2 751 m) sont d'autres sommets importants. Les vallées sont occupées par des glaciers qui serpentent tranquillement vers le nord, l'est ou le sud, tandis que ceux qui vont vers l'ouest sont abrupts et présentent de dangereuses cascades de glace crevassées.
Les Alpes de Stauning, comme la plupart des autres montagnes de l'Est du Groenland, ont été créées par l'orogenèse calédonienne. Elles sont constituées de granite, plus dur dans la partie nord que dans la partie sud, ce qui rend la chaîne plus accidentée au nord, et plus érodée et arrondie au sud.

## Histoire
Certaines parties de la chaîne ont été cartographiées très tôt par les explorateurs. Cependant, la nomination de la chaîne en l'honneur du ministre d'État danois de l'époque, Thorvald Stauning, n'a eu lieu que lors de l'expédition de trois ans dirigée par Lauge Koch, de 1931 à 1934.